# Omán en los Juegos Paralímpicos de Atenas 2004
Omán estuvo representado en los Juegos Paralímpicos de Atenas 2004 por dos deportistas masculinos. El equipo paralímpico omaní no obtuvo ninguna medalla en estos Juegos.